# Suinteric
Suinteric fou bisbe de València. Se sap que ocupava la seu valentina el 675, quan va participar en el XI Concili de Toledo, convocat pel rei Vamba.